# برن

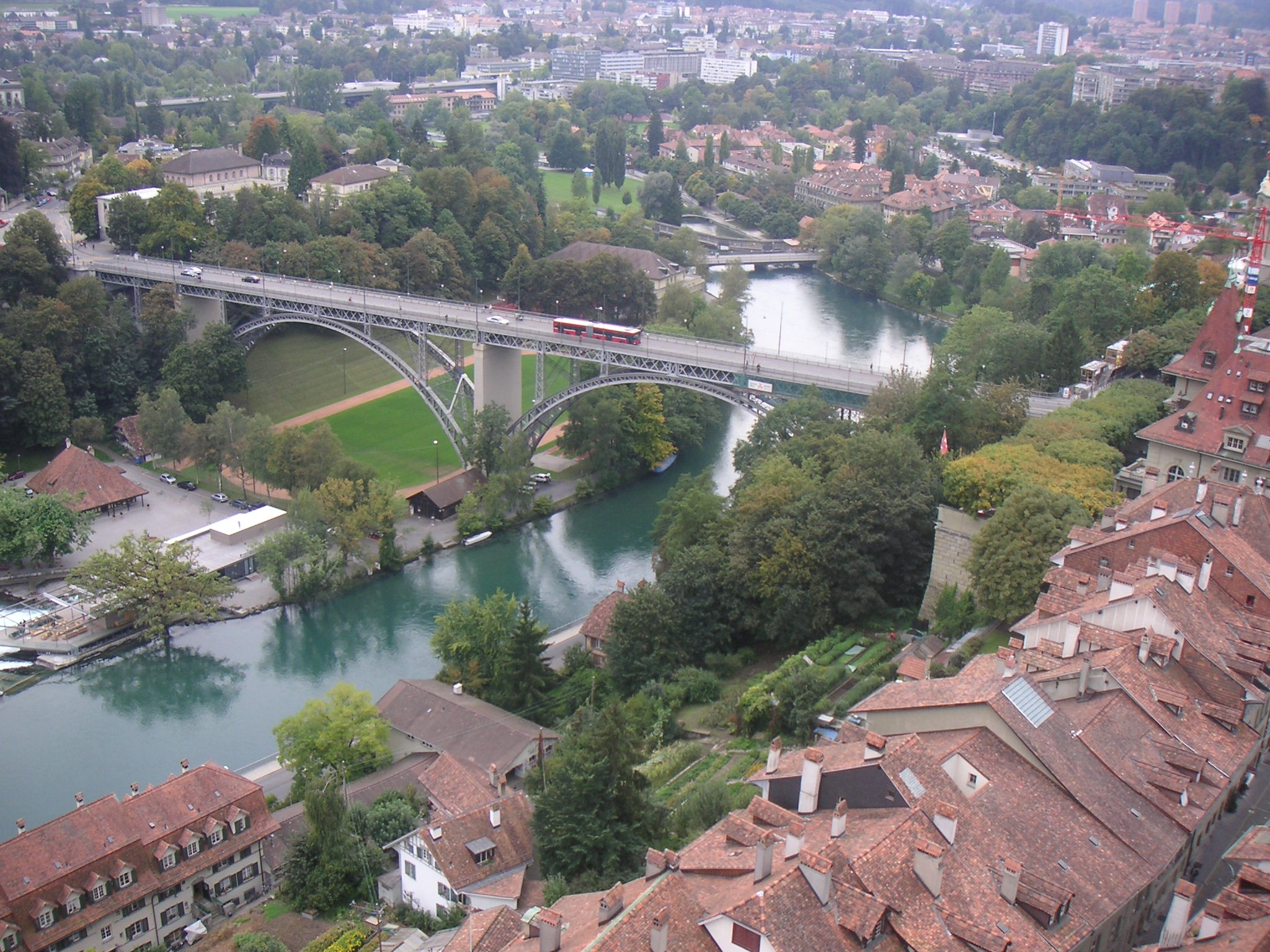
جسر كرشنفلد في العاصمة السويسرية برن

بِرن هي عاصمة سويسرا الإدارية ورابع أكبر مدنها من حيث عدد السكان بعد زيورخ وجنيف وبازل. يعيش في برن حوالي 127 ألف شخص معظمهم يتحدثون الألمانية أو الألمانية البرنية. برن هي عاصمة كانتون برن ثاني أكبر كانتون من حيث عدد السكان في سويسرا. متوسط ارتفاع المدينة عن سطح البحر هو 542م ومساحتها 52 كم تقريبا.

## التاريخ
أهم الأحداث في تاريخ برن مرتبة ترتيبا زمنيا:
1191 تأسيس المدينة على يد الدوق زارينجن على ضفاف نهر الآر.
1353 انضمام كانتون برن للاتحاد السويسري الفتي الذي أصبحت عضوا قياديا فيه.
1415 احتلال برن من قبل كانتون أراجو.
1798 اجتياح القوات الفرنسية للبلاد، وإحكام سيطرتهم على برن إبان الثورة الفرنسية.
1815 تحرير البلاد من الفرنسيين.
1831 اختيار برن كعاصمة لكانتون برن.
1848 برن تصبح عاصمة لسويسرا.

## سياسيًا

### التقسيمات
تنقسم البلدية إداريًا إلى ست مناطق، تتكون كل منها من عدة أحياء.

### الحكومة
يشكل مجلس المدينة الحكومة التنفيذية لمدينة برن ويعمل كسلطة جماعية. وهي تتألف من خمسة أعضاء مجلس، يرأس كل منهم مديرية تضم عدة أقسام ومكاتب. يعمل رئيس الإدارة التنفيذية كرئيس للمدينة. في فترة الولاية 2021-2024 (الهيئة التشريعية) ترأس مجلس المدينة رئيس الولاية أليك فون جرافينريد. يتولى مجلس المدينة مهام الإدارات وتدابير التنسيق وتنفيذ القوانين التي أصدرها مجلس المدينة. تُجرى الانتخابات العادية للمجلس البلدي من قبل أي ساكن صالح للتصويت كل أربع سنوات. يمكن لأي مقيم في برن يُسمح له بالتصويت أن يُنتخب كعضو في مجلس المدينة. على عكس معظم البلديات الأخرى، تُختار الحكومة التنفيذية في برن عن طريق نظام التمثيل النسبي. يُنتخب رئيس البلدية على هذا النحو أيضًا عن طريق الانتخابات العامة بينما يُعين رؤساء المديريات الأخرى جماعيًا. تعقد الهيئة التنفيذية اجتماعاتها في قصر إرلاخرهوف، الذي بناه المهندس المعماري ألبريشت ستورلر بعد عام 1747.
اعتبارًا من عام 2021، يتكون المجلس البلدي في برن من ممثلين عن الحزب الاشتراكي الديمقراطي وممثل واحد عن كل من الحزب الديمقراطي المسيحي، وحزب القائمة الخضراء الحرة (الذي ينتمي إليه عمدة المدينة المنتخب في عام 2017)، وحزب التحالف الأخضر في برن، مما يمنح الأحزاب اليسارية أغلبية قوية جدًا بأربعة مقاعد من أصل خمسة. أُجريت آخر انتخابات عادية في 29 نوفمبر 2020.

### البرلمان
يتمتع مجلس المدينة بالسلطة التشريعية. ويتكون من 80 عضوًا، وتجرى الانتخابات كل أربع سنوات. يصدر مجلس المدينة اللوائح التي ينفذها المجلس البلدي والإدارة. ويُختار المندوبين عن طريق نظام التمثيل النسبي.
جلسات مجلس المدينة علنية. على عكس أعضاء المجلس البلدي، فإن أعضاء مجلس المدينة ليسوا سياسيين حسب المهنة، وتُدفع لهم رسوم لهم على أساس حضورهم. يمكن لأي مقيم في برن يُسمح له بالتصويت أن يُنتخب كعضو في مجلس المدينة. يعقد البرلمان اجتماعاته في قاعة المدينة.
أجريت آخر انتخابات عادية لمجلس المدينة في 29 نوفمبر 2020 لفترة الولاية من 2021 إلى 2024. يتكون مجلس المدينة من 23 (1-) عضوًا من الحزب الديمقراطي الاجتماعي بما في ذلك مقعدين لحزب الاشتراكيين الشباب JUSO، و11 (3+) عضوًا للحزب الليبرالي الأخضر بما في ذلك عضوين من حزب jglp التابع له، و10 (1+) عضوًا للتحالف الأخضر في برن، و8 (1-) عضوًا لليبراليين بما في ذلك مقعد واحد لشريكه الأصغر JF / DL، و7 (2-) عضوًا لحزب الشعب السويسري، و7 (1-) عضوًا للقائمة الحرة الخضراء، و3 (+1) عضوًا لحزب يونغ البديل، و3 (+1) عضوًا لحزب لينكه بيرن البديل، و2 (1-) عضوًا للحزب الديمقراطي المحافظ، و2 (-) عضوًا للحزب المسيحي الديمقراطي، و2 (-) عضوًا لحزب الشعب الإنجيلي، و1 (-) عضوًا لحزب العمل السويسري، وعضو واحد لحزب البديل الأخضر.

### الانتخابات الوطنية

#### المجلس الوطني
في الانتخابات الفيدرالية لعام 2019 للمجلس الوطني السويسري، كان الحزب الأكثر شعبية هو الحزب الاشتراكي الذي حصل على 28.7% (5.6-) من الأصوات. الأحزاب الخمسة التالية كانت هي الأكثر شعبية، وهي حزب الخضر (25.2%، 7.9+)، والحزب الليبرالي الأخضر في سويسرا (13.5%، 4.1+)، وحزب الشعب السويسري (9.5%، 2.9-)، وحزب الليبراليين (4.2%، 2.8-)، والحزب الديمقراطي المحافظ في سويسرا (7.0%). كان مجموع الأصوات في الانتخابات الفيدرالية 49030 صوتًا، وبلغت نسبة إقبال الناخبين 56%.
في الانتخابات الفيدرالية لعام 2015 للمجلس الوطني السويسري، كان الحزب الأكثر شعبية هو الحزب الاشتراكي الذي حصل على 34.3% من الأصوات. الأحزاب الخمسة التالية الأكثر شعبية كانت حزب الخضر (17.4%)، وحزب الشعب السويسري (12.4%)، والحزب الديمقراطي المحافظ (9.9%)، والحزب الليبرالي الأخضر (9.4%)، والحزب الديمقراطي المحافظ (7.0%). وكان عدد الأصوات في الانتخابات الفيدرالية 48556 صوتًا، وبلغت نسبة إقبال الناخبين 56.0%.

## الجغرافيا
تقع برن على الهضبة السويسرية، في غرب وسط البلاد. جبلا جيرتن (858 م) وبانتيجر (947 م) هما أقرب الجبال للعاصمة. بنيت المدينة في شبه الجزيرة المشكلة من نهر الآر ولكنها سرعان ما نمت خارج الحدود الطبيعية للنهر ولهذا السبب بنيت العديد من الجسور على الآر كجسر كرشنفلد وجسر نايدج.

## مواقع سياحية
لا تزال برن تحافظ على طابعها القديم من العصور الوسطى وقد اختيرت من قبل اليونسكو كموقع تراث ثقافي عالمي. أشهر معالمها برج زيتجلوج ذو الساعة المتقنة الصنع من القرون الوسطى وكاتدرائية منستار القوطية التي يرجع تاريخها للقرن الخامس عشر.
في المدينة العديد من المسارح والمتاحف المميزة كمتحف الألب وبيت أينشتاين ومتحف الفنون الجميلة ومتحف الاتصالات ومتحف علم النفس. تقام في برن العديد من المهرجانات سنويا.

## التعليم
برن تحتوي على جامعة وكلية تقنية والعديد من المدارس المهنية.
يدرس حوالي 13,000 طالب في جامعة برن التي تحتوي على سبع كليات هي الديانة المسيحية والقانون والطب والطب البيطري والتربية والفلسفة والفلسفة التاريخية.
الكلية التقنية في برن تدرس برمجة الكمبيوتر والاقتصاد والأدب والزراعة والرياضة والهندسة المعمارية.

## وصلات خارجية
- الموقع الرسمي لمدينة برن (بالإنجليزية)